# Martin Zöller
Martin Zöller (* 2. Oktober 1921 in Semlin) ist ein ehemaliger Fußballspieler und Hochschullehrer.
Als Fußballspieler war er in den 1950er Jahren für die BSG Einheit Pankow und die BSG Motor Oberschöneweide in der DS-Oberliga, der höchsten Spielklasse im DDR-Fußball, aktiv. Später hatte er eine Professur an der Humboldt-Universität zu Berlin inne.

## Leben
Zöller wurde als 6. Kind des Bauern Jakob Zöller in Semlin bei Belgrad geboren. Hier besuchte er die Volksschule und vier Jahre die Mittelschule sowie weitere vier Jahre die Handelsakademie, die er 1941 mit dem Abitur abschloss.
Nach einer 3-jährigen Militärzeit in der deutschen Wehrmacht war er nach dem Kriege im Land Brandenburg mehrere Jahre Neubauer und danach bis 1954 in verschiedenen Funktionen gesellschaftlicher Organisationen der DDR tätig. Vor seinem Studium arbeitete er als Assistent des Kulturdirektors im Berliner Transfoirmatorenwerk „Karl Liebknecht“. Von diesem Betrieb zum Studium delegiert, nahm er im Jahre 1954 das Geschichtsstudium an der Humboldt-Universität auf, das er 1958 mit gutem Erfolg abschloss. Während des Studiums war er zwei Jahre Hilfsassistent am Institut für Geschichte der Völker der UdSSR, an dem er eine Spezialausbildung auf dem Gebiet der osteuropäischen Geschichte erhielt.
Nach einer eineinhalbjährigen Tätigkeit als freischaffender Übersetzer südslawischer schöngeistiger Literatur, trat er am 1. November 1959 die Stelle eines wissenschaftlichen Assistenten am Institut für Geschichte der Völker der UdSSR an, wurde dort wissenschaftlicher Oberassistent und später zum Professor berufen.

## Sportliche Laufbahn
Zöller gehörte zu den 13 neuen Fußballspielern, die neben 16 ehemaligen Aktiven des zuvor abgestiegenen VfB Pankow in der neuen Sektion Fußball der BSG Einheit Pankow zusammengefasst worden waren. Diese Mannschaft wurde ohne sportliche Qualifikation zur Saison 1951/52 als zweites Ost-Berliner Team neben der SG Union Oberschöneweide in die DS-Oberliga eingegliedert. Dies geschah auf Anweisung der DDR-Führung, um die sportliche Bedeutung der „Hauptstadt der DDR“ herauszustreichen.
Wie zuvor der VfB hatte auch die BSG Einheit 1951/52 nicht die Qualität einer Erstligamannschaft und musste nach nur fünf Siegen in 36 Punktspielen und dem schlechtesten Torverhältnis aller 19 Teilnehmer von 38:94 aus der Oberliga absteigen. Zöller wurde vom ersten Spieltag an als rechter Stürmer eingesetzt und bestritt bis zum 26. Spieltag alle Oberligabegegnungen. Mit Unterbrechungen kam er danach noch in drei weiteren Punktspielen zum Einsatz, sodass er am Saisonende insgesamt 28-mal aufgeboten worden war. Mit fünf Treffern war er zusammen mit zwei anderen Spielern bester Torschütze der Pankower. Während der Saison gehörte Zöller zur so genannten Fußball-Kernmannschaft des DDR-Sportausschusses (DS), die zur Vorbereitung der ersten DDR-Länderspiele gebildet worden war. Im Gegensatz zum schlechten Abschneiden in der Oberliga erreichte die BSG Einheit das Endspiel um den DDR-Fußballpokal. Dies hatte sie aber der Tatsache zu verdanken, dass die BSG Lok Stendal, der man im Halbfinale mit 0:1 unterlegen war, wegen des Einsatzes eines nicht spielberechtigten Akteurs disqualifiziert wurde. Mit Martin Zöller als Rechtsaußen traf Pankow auf den Vizemeister SG Volkspolizei Dresden und unterlag chancenlos mit 0:3. Zöller wurde nach 70 Minuten gegen den zwölf Jahre jüngeren Horst Assmy ausgewechselt.
Nach dem Abstieg der BSG Einheit Pankow schloss sich Zöller zur Saison 1952/53 dem letzten verbliebenen Berliner Oberligisten BSG Motor Oberschöneweide (vormals SG Union) an. Nach holprigem Start eroberte er sich vom 7. Spieltag an einen Stammplatz in der Oberligamannschaft und bestritt insgesamt 26 der 34 Punktspiele. Er wurde hauptsächlich als rechter Stürmer eingesetzt und kam auf sieben Tore, mit denen er hinter Günther Wirth zweitbester Schütze der Oberschöneweider wurde. Diese schafften indes den Klassenerhalt nicht. Zöller blieb noch bis 1955 mit der BSG Motor in der zweitklassigen DDR-Liga, danach zog er sich vom aktiven Fußball zurück.
Später wurde er Vorsitzender des Ost-Berliner Bezirksfachausschusses Fußball.

## Werke
- Martin Zöller: [Besprechung von:] Dimitrijević, Sergije: Das ausländische Kapital in Jugoslawien vor dem Zweiten Weltkrieg. Berlin 1963. In: Zeitschrift für Geschichtswissenschaft <Berlin> : ZfG 11 (5), 1963, S. 987–990.
- Martin Zöller (1965): Wollen und Wirken des kroatischen Bischofs Josip Juraj Stroßmeyer (1815–1905). Beiträge über die politischen, kulturellen und kirchlich religiösen Bestrebungen unter dem Gesichtspunkt der nationalen und religiösen Einheit der südslawischen Völker. Berlin, Humboldt-U., Phil. F., Diss. v. 31. März 1965 (Nicht f. d. Aust.). Berlin.
- Martin Zöller: Änfange der Beziehungen Josip Juraj Strossmeyers zu Russland. In: Wissenschaftliche Zeitschrift der Humboldt-Universität zu Berlin 17 (2), 1968, S. 235–242.
- Norbert Müller und Martin Zöller: Okkupationsverbrechen der faschistischen Wehrmacht gegenüber der serbischen Bevölkerung im Herbst 1941. In: Zeitschrift für Militärgeschichte 9 (6), 1970, S. 704–715.

### Herausgeber
- Martin Zöller mit Kazimierz Leszczyński (Hg.) (1965): Fall 7. Das Urteil im Geiselmordprozeß. Gefällt am 19. Februar 1948 vom Militärgerichtshof V der Vereinigten Staaten von Amerika. 1. Aufl. Berlin: Deutscher Verlag der Wissenschaften.
- Martin Zöller (1978): Geschichte des Fußballsports in Deutschland bis 1945 (Bank 1). Geschichte des Fußballsports in der DDR bis 1976. (Band 2). 2., bearb. Aufl. Berlin: Sportverlag (Beiträge zur Geschichte der Sportarten Fußball. Autorenkollektiv: Martin Zöller (Leiter)

### Übersetzer
- Sergije Dimitrijević (1963): Das ausländische Kapital in Jugoslawien vor dem Zweiten Weltkrieg. Übersetzung von Martin Zöller. 1. Aufl. Berlin: Rütten & Loening.
- Miroslav Krleža (1971): Die Rückkehr des Filip Latinovicz. Roman. Übersetzung von Martin Zöller 1. Aufl. Berlin: Verlag Volk und Welt.